# Філіп Деркоскі
Філіп Деркоскі (29 грудня 2000) — північномакедонський плавець.
Учасник Олімпійських Ігор 2020 року, де в попередніх запливах на дистанції 400 метрів вільним стилем посів 36-те (останнє) місце і не потрапив до фіналу.